# Plectrocarpa
Plectrocarpa là một chi thực vật có hoa trong họ Zygophyllaceae.

## Loài
Chi này gồm các loài:
- Plectrocarpa arborea (Jacq.) Christenh. & Byng
- Plectrocarpa bonariensis (Griseb.) Christenh. & Byng
- Plectrocarpa carrapo (Killip & Dugand) Christenh. & Byng
- Plectrocarpa rougesii Descole, O'Donell & Lourteig
- Plectrocarpa sarmientoi (Lorentz ex Griseb.) Christenh. & Byng
- Plectrocarpa tetracantha Gillies ex Hook. & Arn.